# Aristillus (kráter)
Aristillus je měsíční impaktní kráter nacházející se ve východní části Mare Imbrium (Moře dešťů). Jižně leží menší kráter Autolycus (průměr 39 km) a jihozápadně větší kráter Archimedes (průměr 83 km). Část moře jihozápadně od kráteru se nazývá Sinus Lunicus (Záliv Luny). Kráter Aristillus má průměr 54 kilometrů , uprostřed je trojice vrcholků tyčících se do výše cca 900 metrů. Jeho západním okrajovým valem prochází nultý měsíční poledník. Kráter je pojmenován podle řeckého astronoma Aristilla.
Severovýchodně leží kráter Theaetetus, severo-severovýchodně kráter Cassini. Východně začíná jižní okraj pohoří Montes Caucasus (Kavkaz) tvořícího předěl mezi Mare Imbrium a Mare Serenitatis (Moře jasu).

## Satelitní krátery

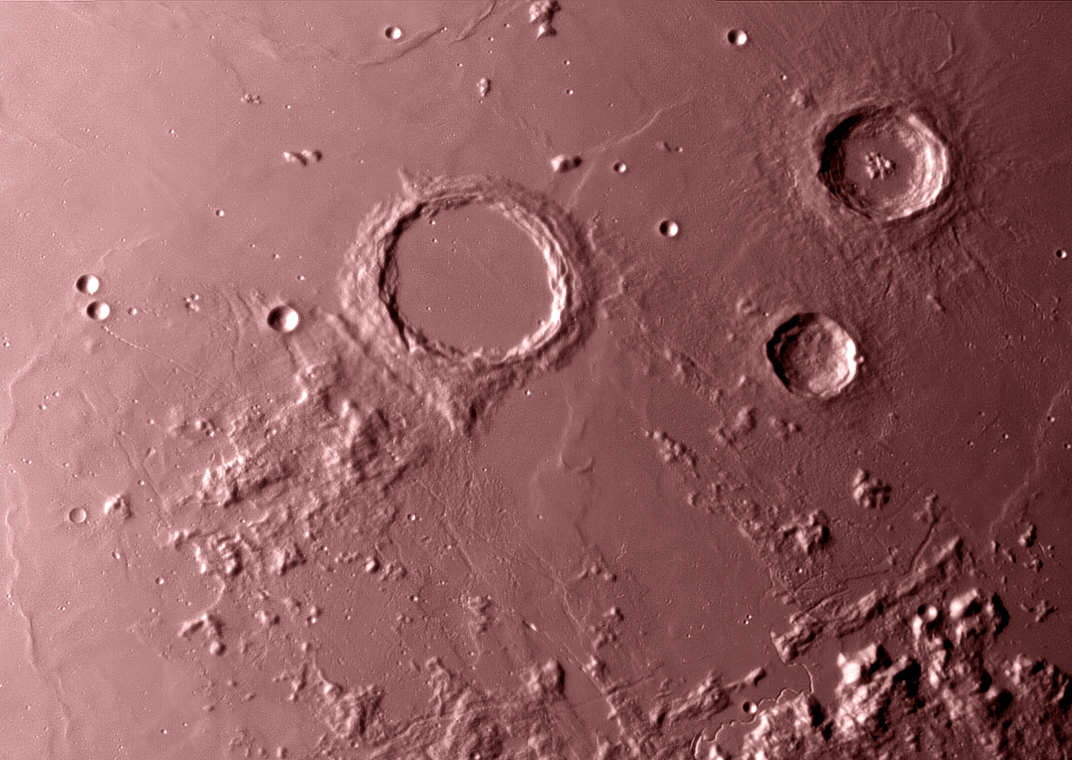
Kráter Aristillus (v pravém horním rohu fotografie), pod ním leží menší Autolycus a nalevo větší Archimedes.

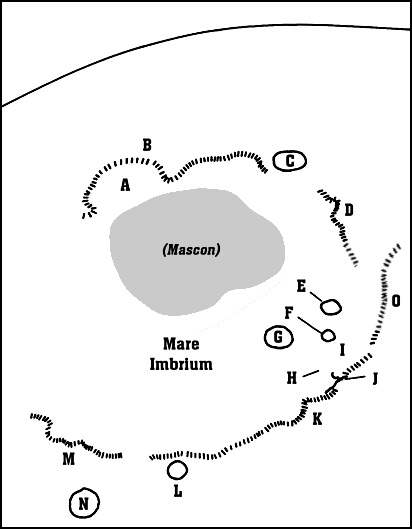
Mapa Mare Imbrium (Moře dešťů). Aristillus je označen písmenem E.

V okolí kráteru se nachází několik sekundárních kráterů. Ty byly označeny podle zavedených zvyklostí jménem hlavního kráteru a velkým písmenem abecedy.
| Aristillus | Sel. šířka | Sel. délka | Průměr |
| ---------- | ---------- | ---------- | ------ |
| A          | 33.6° S    | 4.5° V     | 4,4 km |
| B          | 34.8° S    | 1.9° Z     | 8 km   |

## Kráter Aristillus v kultuře
- Kráter Aristillus je zmíněn ve vědeckofantastickém románu britského spisovatele Arthura C. Clarka Měsíční prach.[5]
- Anglická prog rocková kapela Camel pojmenovala svou první píseň na albu Moonmadness podle kráteru Aristillus.[6]